# 學甲臺鹽鐵道
學甲臺鹽鐵道是臺灣臺南學甲鹽鐵接糖鐵的重要地點。目前皆無鐵路相關設施與鐵道，部分區域並已改為自行車道，其路經位置概略分布於學甲的大灣里與佳里區的營溪里之間。

## 歷史淵源
鹽、糖、林產三項是早期（尤其是日治時期）臺灣最重要的產業，因而在日據時期，日本人不但大肆開發此三大產業，更運用對臺的管理上的一些政策規定，為其母國賺取利益，而雖如此，為因應產業運輸上的需求，也成就了日後臺灣的一些附加價值「鐵路」便是其中的一項，運輸鹽、糖、林產所衍生的鐵道路線，在中南部形成了猶如一張綿密的鐵路網。此外，因三項產業所建設的鐵路，皆採用窄軌規格（軌距為762mm），其規格皆相同即一般所謂的「五分車」，故而各個產業幾乎都會相互結合營運或者共同運作，然而其間的盛衰也會相互牽絆著。
而因原臺南縣的鹽場對於鹽的儲存僅有簡陋的鹽倉可存放，每每若遇有風雨情形鹽產便會有極大的損失，也就是如此臺鹽公司為了便於鹽產的轉運，並兼顧保存北門和七股鹽場的鹽產，遂於民國47年（1958年），選定隆田的臺鐵車站旁設立隆田儲運站，主要來儲放七股及北門兩處鹽場所輸出的散裝鹽。也因此一緣故，使得並非產鹽地區的學甲，成了各條鹽鐵路必經的路線地區。

## 產業興衰
臺灣光復後初期，面對當時紊亂的時局，鹽與糖依舊是臺灣重要的產業，尤其它們的出口不但能賺取外匯，尤其是因應產業而建造的鐵路，更能做其他的運輸如：人員、水資源、軍中物資等。然而，隨著兩大產業的衰退，或因停（減）產或因進口更甚者公路的發達，皆直間皆地影響著鹽、糖產業，而如是因素最後皆導致鹽鐵的衰退甚至停業。

## 衍生與現況
隨著對於地方文化的重視，雖目前一些文化古蹟或已沒落甚至消失，然各地區總會有一群熱衷文史的民眾，或自力救濟或向公部門發聲，紛紛極力搶救屬於在地的文化古蹟。一如，學甲改成自行車步道並保留原建築 ; 而七股也保留機車庫供民眾參觀與懷舊 ; 另也有些地區還整理火車機關頭讓民眾重懷舊夢。 

## 資料來源
1. ↑  臺南市佳里區公所. . 區公所-佳里區.   [2025-05-02].
2. ↑  . Tetsu-to-Hagane. 1917, 3 (11). ISSN 0021-1575. doi:10.2355/tetsutohagane1915.3.11_1221.
3. ↑  . schoolweb.tn.edu.tw.   [2023-09-09]. （原始内容存档于2023-10-17）.
4. ↑  . schoolweb.tn.edu.tw.   [2025-05-02].
5. ↑  . Journal of the Society of Mechanical Engineers. 2004, 107 (1030). ISSN 2424-2675. doi:10.1299/jsmemag.107.1030_742.
6. ↑  . nchdb.boch.gov.tw.   [2023-08-28]. （原始内容存档于2018-02-03）.
7. ↑  . Tetsu-to-Hagane. 1917, 3 (11). ISSN 0021-1575. doi:10.2355/tetsutohagane1915.3.11_1230.
8. ↑  . Jikken igaku zasshi. 1924, 8 (9). ISSN 1883-6976. doi:10.3412/jsb1917.8.9_769.
9. ↑  . The Journal of the Society of Chemical Industry, Japan. 1935, 38 (4). ISSN 0023-2734. doi:10.1246/nikkashi1898.38.4_331.
10. ↑  林淑馨, 林淑馨. . 2022-07. doi:10.53106/9789575117948.
11. ↑  . fakeliteraryyouth.blogspot.com.   [2023-09-09]. （原始内容存档于2023-11-24） （中文（臺灣））.
12. ↑  林淑馨, 林淑馨. . 2022-06. doi:10.53106/9789575117764.
13. ↑  溪北文化實業有限公司. .   [2023-09-09]. （原始内容存档于2023-10-17）.